# Campionato Italiano Slalom 2007
Il Campionato Italiano Slalom (CIS) 2007 si è svolto tra il 1º aprile e il 21 ottobre 2007 in 12 gare suddivise in due gironi da 6 gare ciascuno e distribuite in nove regioni diverse. Il titolo di campione italiano slalom è stato vinto per la seconda volta da Fabio Emanuele, mentre quello di campione under 23 è stato vinto da Giuseppe Gulotta.

## Calendario
| Tappa | Data         | Girone | Slalom                          | Sede                 |
| ----- | ------------ | ------ | ------------------------------- | -------------------- |
| 1     | 1º aprile    | 1      | Slalom Torregrotta-Roccavaldina | Torregrotta          |
| 2     | 29 aprile    | 2      | Slalom Guspini-Arbus            | Arbus                |
| 3     | 13 maggio    | 1      | Slalom Città di Campobasso      | Campobasso           |
| 4     | 3 giugno     | 2      | Slalom di Rocca Massima         | Rocca Massima        |
| 5     | 24 giugno    | 2      | Slalom Luino-Montegrino         | Luino                |
| 6     | 8 luglio     | 1      | Slalom di San Piero Patti       | San Piero Patti      |
| 7     | 22 luglio    | 1      | Slalom Città di Misilmeri       | Misilmeri            |
| 8     | 5 agosto     | 1      | Slalom Riviera del Corallo      | Alghero              |
| 9     | 2 settembre  | 1      | Slalom Garessio-San Bernardo    | Garessio             |
| 10    | 23 settembre | 2      | Slalom Ceranesi-Praglia         | Ceranesi             |
| 11    | 14 ottobre   | 2      | Slalom Giarre-Milo (*)          | Giarre               |
| 12    | 21 ottobre   | 2      | Slalom Lugagnano-Vernasca       | Lugagnano Val d'Arda |

(*) Ha sostituito lo Slalom Città di Alatri previsto il 7 ottobre e cancellato. 

## Classifica

### Sistema di punteggio
Per concorrere al titolo di campione italiano slalom 2007 il regolamento sportivo prevede la partecipazione ad almeno 3 gare di campionato. Sono considerati validi i punti ottenuti sommando i migliori 4 punteggi di ciascun girone. In ciascuna gara di campionato vengono attribuiti due punteggi cumulabili tra loro: 
- ai primi 3 classificati assoluti secondo il seguente schema[4]

| Posizione | 1ª | 2ª | 3ª |
| Punti     | 3  | 2  | 1  |

- in base alla posizione in classifica di gruppo secondo il seguente schema[4]:

| Posizione di Gruppo | 1ª | 2ª | 3ª | 4ª | 5ª | 6ª | 7ª | 8ª | 9ª | 10ª |
| Punti               | 20 | 15 | 12 | 10 | 8  | 6  | 4  | 3  | 2  | 1   |

### Classifica campionato italiano piloti
| Pos | Pilota               | Girone 1 | Girone 1 | Girone 1 | Girone 1 | Girone 1 | Girone 1 | Girone 2 | Girone 2 | Girone 2 | Girone 2 | Girone 2 | Girone 2 | Punti totali | Punti validi |
| Pos | Pilota               | TOR      | CBS      | SPP      | MIS      | RIV      | GAR      | GSP      | RCC      | LUI      | CER      | GRR      | LGG      | Punti totali | Punti validi |
| --- | -------------------- | -------- | -------- | -------- | -------- | -------- | -------- | -------- | -------- | -------- | -------- | -------- | -------- | ------------ | ------------ |
| 1   | Fabio Emanuele       | 15       | 20       | 23       | 23       |          | 23       | 20       | 15       | 15       | 8        | 17       | 8        | 187          | 156          |
| 2   | Giacomo Benenati     | 20       | 20       | 20       | 20       |          |          | 20       | 20       | 20       |          | 15       |          | 155          | 155          |
| 3   | Pietro Livorsi       | 12       | 20       | 20       | 20       |          |          |          |          | 20       | 20       | 10       | 10       | 132          | 132          |
| 4   | Luigi Vinaccia       | 23       | 15       | 13       | 13       |          |          | 15       | 10       | 12       | 17       |          | 23       | 141          | 131          |
| 5   | Giuseppe Spoto       | 20       | 20       | 12       | 15       |          |          | 20       | 12       | 15       |          | 8        |          | 122          | 122          |
| 6   | Francesco Ambrosiani |          | 12       |          |          | 20       | 20       | 20       | 12       | 15       |          | 20       | 8        | 127          | 119          |
| 7   | Guido Vivalda        |          | 20       |          |          | 12       | 20       | 20       | 15       | 15       | 12       |          |          | 114          | 114          |
| 8   | Davide Piotti        |          |          |          |          |          |          |          |          | 20       | 23       |          | 17       | 60           | 60           |
| 9   | Fabrizio Minì        | 15       |          | 12       | 15       |          |          |          |          |          |          | 15       |          | 57           | 57           |
| 10  | Antonino Cardillo    | 6        | 15       | 10       |          |          |          | 15       |          |          | 10       |          |          | 56           | 56           |
| 11  | Giuseppe Malvasio    |          |          |          |          |          | 20       |          |          |          | 20       |          | 15       | 55           | 55           |
| Pos | Pilota               | TOR      | CBS      | SPP      | MIS      | RIV      | GAR      | GSP      | RCC      | LUI      | CER      | GRR      | LGG      | Punti totali | Punti validi |
| Pos | Pilota               | Girone 1 | Girone 1 | Girone 1 | Girone 1 | Girone 1 | Girone 1 | Girone 2 | Girone 2 | Girone 2 | Girone 2 | Girone 2 | Girone 2 | Punti totali | Punti validi |

Seguono altri 62 piloti con meno di 55 punti.